# 18843 Нінчжоу
18843 Нінчжоу (18843 Ningzhou) — астероїд головного поясу, відкритий 7 вересня 1999 року.
Тіссеранів параметр щодо Юпітера — 3,230.